# Lazăr Maior
Lazăr Maior (n. februarie 1871, Comuna Crasna, Sălaj – d. 1948, Pericei) a fost un deputat în Marea Adunare Națională de la Alba Iulia, organismul legislativ reprezentativ al „tuturor românilor din Transilvania, Banat și Țara Ungurească”, cel care a adoptat hotărârea privind Unirea Transilvaniei cu România, la 1 decembrie 1918.

## Biografie
A fost delegat al Reuniunii femeilor române sălăjene. A studiat la Academia de Agricultură din Cluj. În toamna anului 1918, contribuie la organizarea Consiliului Național Român și a Gărzii Naționale Române din localitatea Pericei, județul Sălaj. În anii 1919-1920 este consilier agricol al județului Sălaj, lucrând la punerea în aplicare a lucrărilor premergătoare reformei agrare din 1921.